# Guardia del Monte

Partido de Monte

La Guardia del Monte, o de San Miguel del Monte, fue un puesto fortificado que integró la línea de defensa del territorio de Buenos Aires en su frontera con el indio. Dio origen a la ciudad y partido de San Miguel del Monte.

## Antecedentes

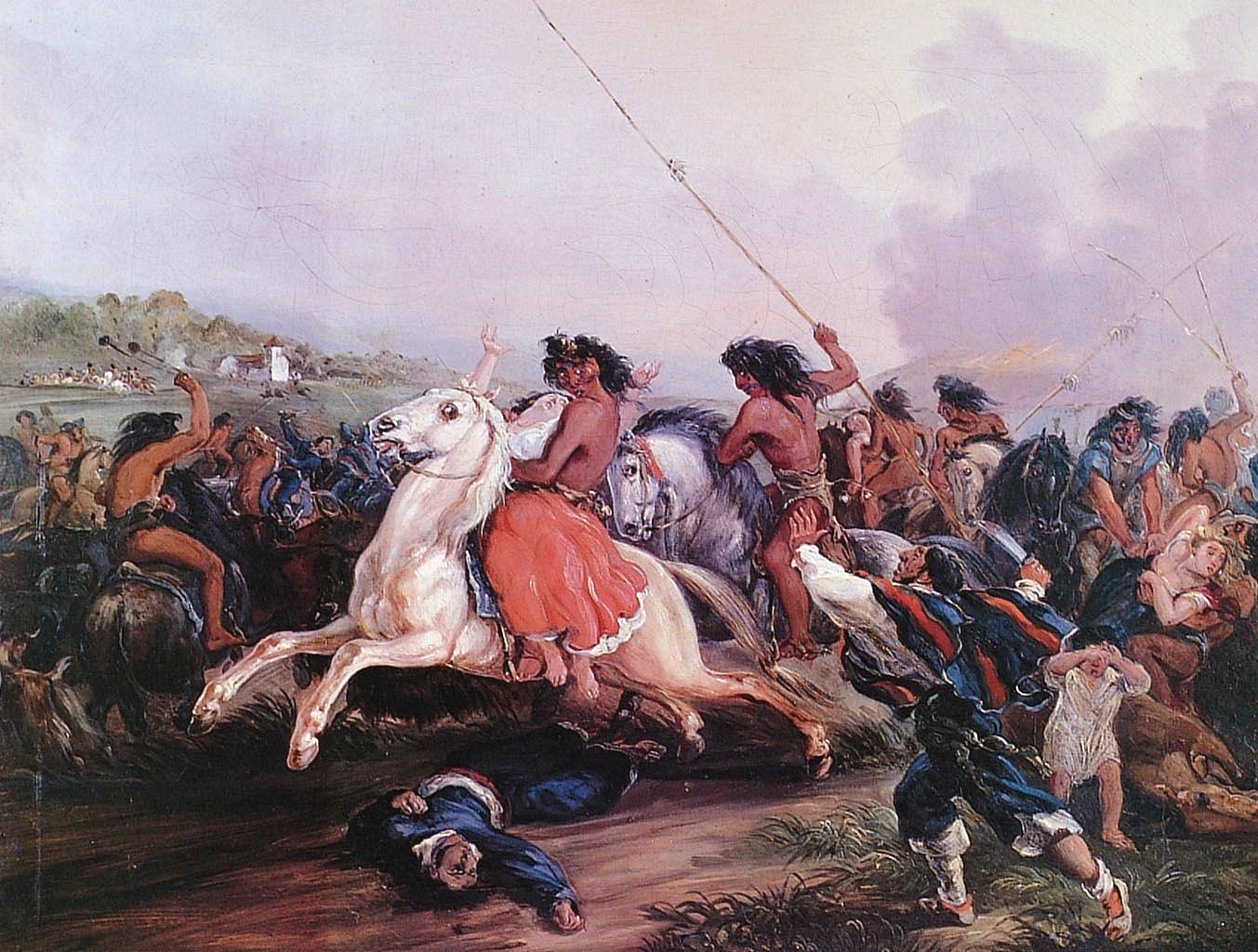
Malón (Mauricio Rugendas)

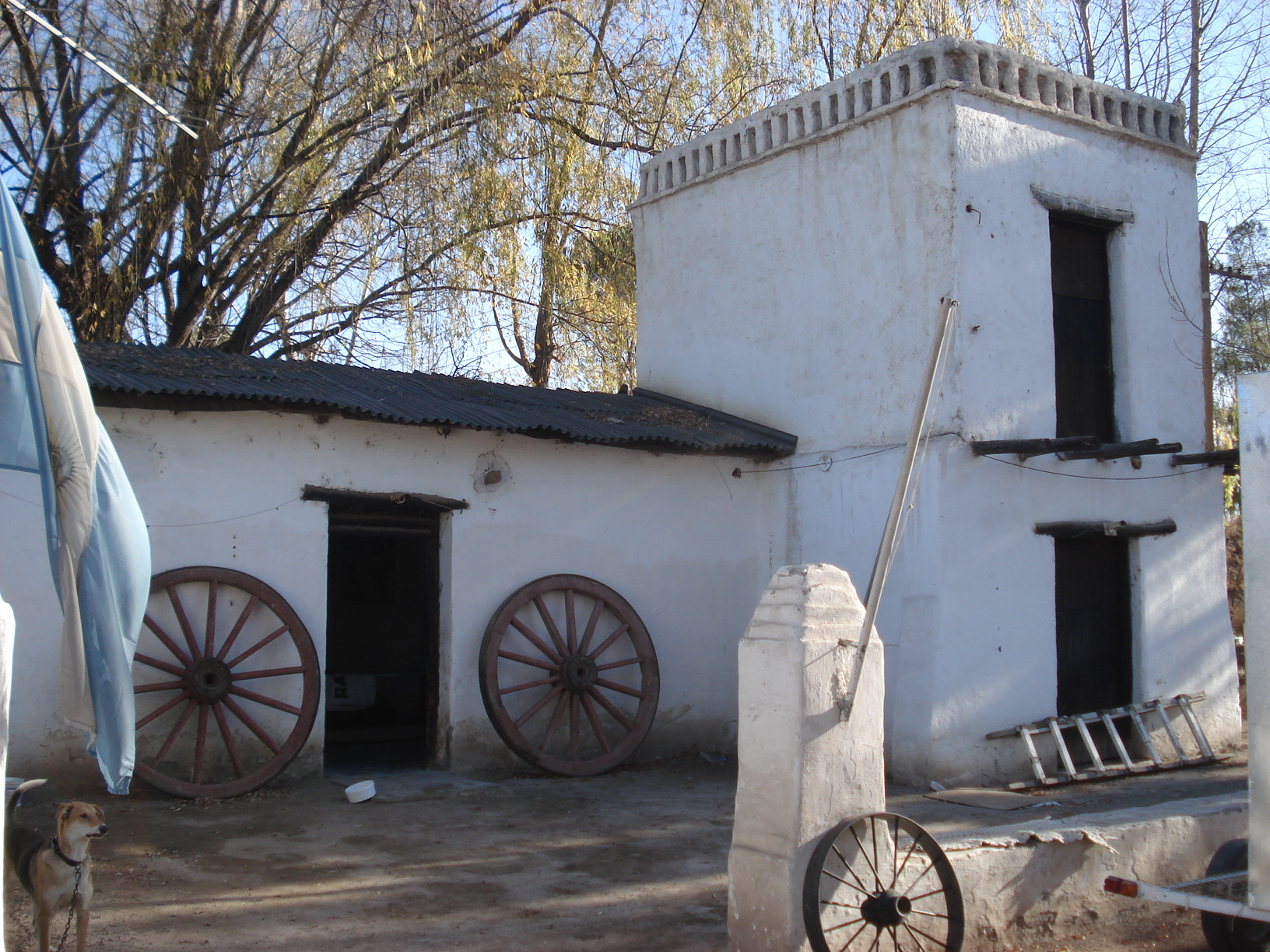
Fortín (Campaña al Desierto, Cipolletti)

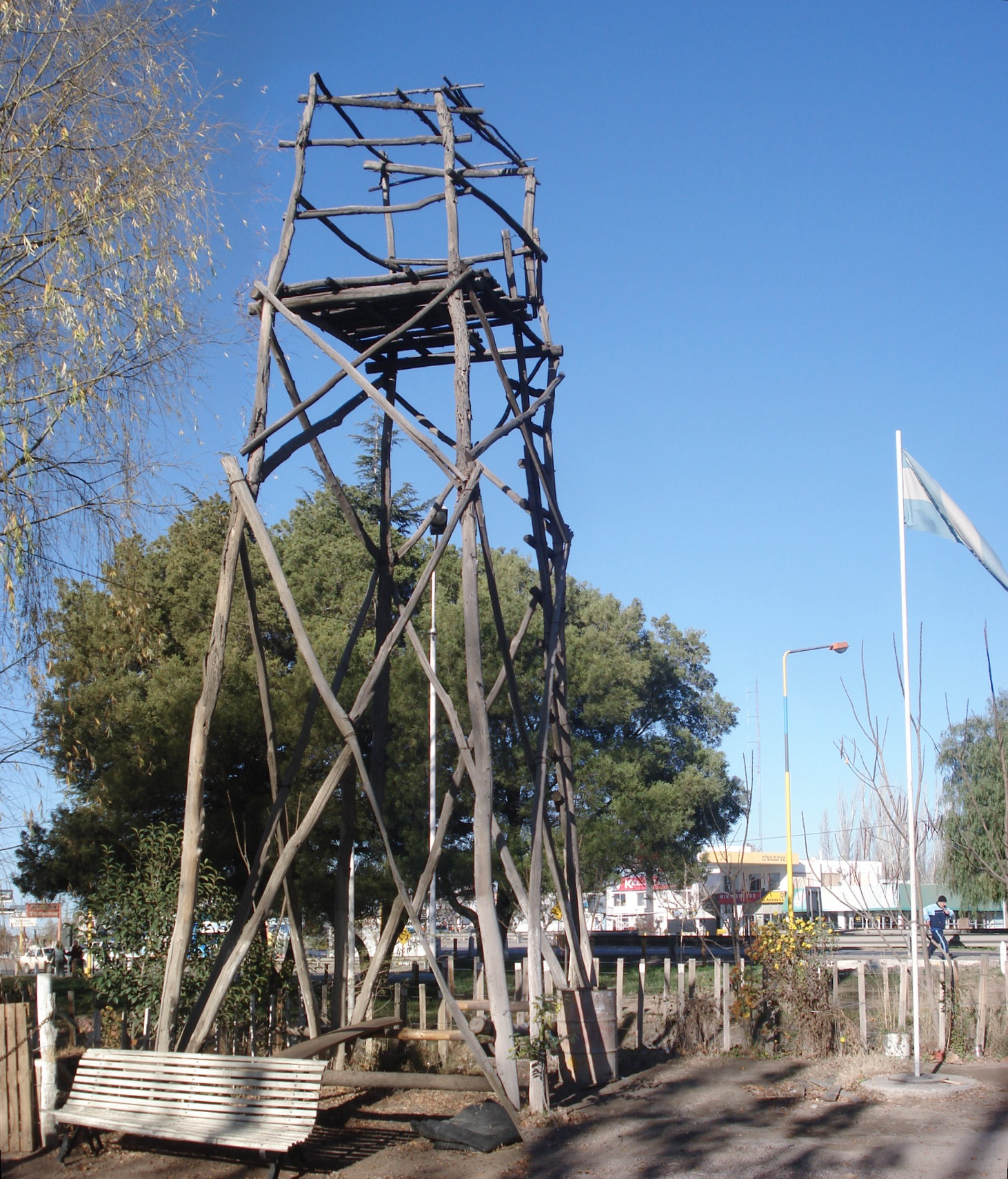
Mangrullo (Campaña al Desierto, Cipolletti)

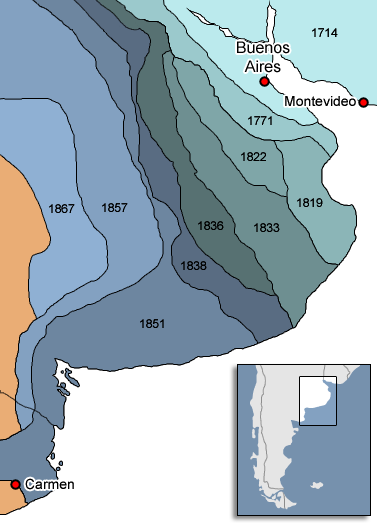
Avance de la frontera

Hacia 1735 las invasiones de pampas y aucas chilenos y serranos comenzaron a ser más frecuentes y las expediciones resultaban ineficaces, pues los indios ganaban rápidamente el desierto y las fuerzas que los perseguían iban mal montadas y pertrechadas, desconociendo el territorio pampeano.
Tras los grandes malones de 1740 (Luján y La Matanza) y 1741 (Luján) se firmó un tratado con el cacique Cangapol para asegurar la frontera establecida en el río Salado, pero era una solución provisoria: el 28 de julio de 1744 200 pehuenches chilenos atacaron Cañada de la Cruz y Luján. El maestre de campo Cristóbal Cabral salió a perseguirlos, matando 70 indígenas.
El 26 de septiembre de ese año, el Cabildo de Buenos Aires aprobó un proyecto presentado por julio de Eguía para aumentar el número de fortines que serían cubiertos por milicianos pagados a ración, pero no especificaba sus ubicaciones.
Nada se hizo y al año siguiente el maestre de campo Juan de San Martín y Gutiérrez desplegó milicianos en los puntos más favorables de cada partido de la frontera, fundando en 1745 la Guardia del Zanjón, un asentamiento en el pago de Las Conchas y otro en los pagos de la Matanza, al que se agregaría luego el Fuerte de Pergamino (1749).
Para 1750 la dura vida, la falta de pago, armamento y víveres había hecho desertar a los milicianos y la frontera quedaba nuevamente desguarnecida. En 1752 una serie de malones impulsó al Cabildo de Buenos Aires a proponer un avance de la línea de fronteras militares, siguiendo el avance de hecho de la población de campaña y permitiendo dejar territorio a retaguardia. Los fuertes se ubicarían uno sobre las nacientes del río Salto (Fuerte de Salto), que se convertiría en avanzada del fuerte de Arrecifes, en Laguna Brava (Guardia de Luján o Fuerte San José de Luján, actual Mercedes) como puesto avanzado del fuerte de Luján y en la laguna de Lobos (Fortín Lobos). Simultáneamente, para el servicio de la nueva frontera se creaban tres compañías de paisanos campestres, pagados y armados de lanzas, los llamados Blandengues de Buenos Aires.

## Guardia del Monte
No se conoce la fecha de creación de la primera guardia en la zona de San Miguel del Monte. Algunos suponen que fue hacia 1745, cuando el maestre de campo Juan de San Martín desplegó una partida en la frontera del Pago de la Matanza, pero es factible que se tratara de un antecedente de la llamada Guardia de López. Por otra parte, en 1761 un informe recomendaba el traslado de dicha guardia de López, de la cual para esas fechas ya no hay referencias, por lo que pudo haber dado origen al asentamiento.
En 1774 una comunicación de Bernardo Antonio de Lalinde, comandante del Fortín del Juncal, al entonces gobernador Juan José de Vértiz y Salcedo ya menciona la guardia: "Señor al cargo de Roque Jacinto Sandoval, soldado de la Guardia del Monte, pasan a la capital diez indios y dos indias de la parcialidad de Yatí".
La Guardia del Juncal actuaba como base de la del Monte y proporcionaba su guarnición, probablemente volante en esas fechas. El mismo Lalinde envía el 1 de enero de 1778 una "Lista de la gente que se halla destacada en la Guardia de San Miguel del Monte Gargano, y Nuestra Señora de Remedios, frontera de la Matanza".
Estaba emplazada en el cuartel 1º de la ciudad de San Miguel del Monte, en las manzanas 97, 98 y 99, frente a la Plaza Vértiz por el norte y a la orilla norte de la laguna por el sur, no lejos de la boca del arroyo Totoral. En la línea de defensa, se ubicaba a 60 km al suroeste de la guardia Del Zanjon, a 40 km al sureste del fortín Lobos, a 28 km al suroeste de la Guardia del Juncal.
El nombre se originaba en los montes cercanos a la laguna, usados como punto de concentración y descanso por los indios en sus incursiones. La Guardia recibió diversas designaciones: Guardia del Monte, Guardia de la Laguna del Monte, Guardia de San Miguel del Monte y Guardia de San Miguel del Monte Gargano. La designación de Gargano responde al monte Gargano, ubicado en el sur de Italia, donde se apareció según la leyenda San Miguel Arcángel al pueblo que resistía a los bárbaros. 
Como respuesta a la expedición a Salinas Grandes realizada por el entonces comandante de frontera maestre de campo Manuel Pinazo, la guardia fue atacada por mil indios, confederación de tribus tehuelches, pampas y ranqueles encabezada por el ulmen Chenquihuala (o Cheuquehualá). La Guardia fue destruida totalmente y sus defensores, encabezados por el alférez Santos Molina, muertos en la matanza conocida como la "Navidad trágica de 1778", que daría origen a la "Leyenda de Guecubú", o de la Laguna de Monte.
El 2 de enero de 1779 Lalinde escribió al nuevo virrey Vértiz: "No es dudable creer que no tenían aquella noche centinela, y como no tiene puerta ninguna el fuerte que lo cierra, se entraron a su salvoconducto, toda la multitud, de suerte que en sus mismas camas los irían matando; aunque no parecen más que cuatro, cuerpos de los milicianos de la Guardia, pueden que llevasen algunos por tomar lengua, y luego matarlos como suelen hacerlo o quizá logrando el disparar alguna larga distancia les dieran alcance y los mataran."
Desechado el plan de una ofensiva general propuesto por Pedro de Cevallos, el nuevo virrey Juan José de Vértiz y Salcedo dispuso una expedición encabezada por Francisco Betbezé para proponer una nueva línea fortificada para la defensa de la frontera.
Betbezé, acompañado por Juan Joseph de Sarmiento, Nicolás de la Quintana y Pedro Nicolás Escribano inició su expedición al otro lado del río Salado en el Fuerte de Salto. El 12 de abril de 1779 presentó su informe aconsejando dejar en su lugar los fuertes y fortines en razón de que había todavía mucho campo sin cultivar a su retaguardia de la línea de frontera, lo que no justificaba un avance y concluía por recomendar que "si se determinare (como lo creo importante útil y conveniente y aun necesario por ahora) subsistan las guardias de la frontera donde actualmente se hallan, o inmediaciones que dejó insinuadas, gradúo indispensable construir un reducto junto a la laguna de los Ranchos entre el Zanjón o Vitel y el Monte; regularizar la mayor parte de los fuertes, que están en disposiciones despreciables, y construir algunos a las inmediaciones indicadas de los que se hayan de mudar; de forma que los de Vitel, Monte, Luján, Salto y Rojas, sean guardias principales y residencias o cuarteles de cinco indispensables compañías de blandengues, y el proyectado en los Ranchos con los de Lobos, Navarro y Areco, sirvan de fortines con una pequeña guarnición, para estrechar las avenidas y facilitar el diario reconocimiento del campo comprendido en el cordón y su respectivo frente".
Respecto de la Guardia del Monte informaba que "la situación en que se encuentra es bastante ventajosa, en una loma, que está a poco más de cien toesas de la barranca que forma la laguna del mismo nombre". El Fuerte era de forma aproximada a un cuadrado, de 34 metros por 35 varas de lado, con un foso de tres varas de ancho por dos de profundidad. Los "muros" consistían de estacas desiguales y poseía un rastrillo. Los ranchos se encontraban tan deteriorados que la munición debía guardarse en el alojamiento del oficial.
El 1 de junio de 1779 Vértiz dio su aprobación al proyecto, variando solo el lugar de traslado del Zanjón al elegir en vez de la laguna de Vitel la de Chascomús. Cada una de las cinco compañías de blandengues constaría inicialmente de solo 54 soldados. 
El comandante general de la Frontera Juan José de Sardén fue el responsable de los trabajos para convertir la deteriorada guardia en la nueva "Guardia principal" pretendida, por lo que se le considera el fundador de Monte.
Ese mismo año se inició la reconstrucción de la Guardia bajo la dirección del Ayudante Mayor de Frontera Sebastián de la Calle, quien comunicó al Virrey el 19 de noviembre sobre los trabajos realizados, entre los cuales se cita a la capilla que se erige bajo la advocación de San Miguel Arcángel y bajo el patronato de Nuestra Señora de los Remedios, que estaba ubicada frente a la actual Plaza Vértiz.
El primer capellán del Fuerte sería Fray Francisco Martínez, de la orden franciscana, nombrado el 12 de agosto de 1779.
En agosto de 1780 una gran invasión indígena del cacique Linco Pagni que alcanzó Chascomús y Luján provocó un inesperado cambio en la política defensiva de la frontera sur del Virreinato. Juan José Sardén propuso que la laguna de Los Ranchos fuera también guarnecida con una compañía de blandengues y "aumentar el Cuerpo de Blandengues hasta el número de seiscientos, repartidos por seis Compañías" que se establecerían una en Chascomús, otra en Monte, dos en Luján, una en Salto, y otra en Rojas. Especificaba la composición de dichas unidades e incluso el sueldo de sus integrantes y recomendaba utilizar para su financiamiento el Ramo de Guerra de la ciudad de Buenos Aires y de ser preciso "echar mano del de Cruzadas y Cautivos, como lo hizo el Excelentísimo Señor virrey de Lima en atención que estas tropas hacen continuamente la Guerra contra unos infieles irreconciliables, imposibles de reducirlos al Santo Evangelio". 
El Capitán de navío Félix de Azara en su reconocimiento de las Guardias y Fortines de la Frontera relataría en 1796: 	"Como los bárbaros recibían continuamente reclutas voluntarias de Chile, se hizo necesario aumentar el número de compañías, y el de sus plazas ó individuos; y para pagarlas, se impuso el ramo de guerra que aprobó el Rey en 7 de septiembre de 1760. También se alteró el plan de defensa, porque de errantes y lanzeros que eran los blandengues, se fijaron en varios puntos, ó guardias, repartidas por la frontera y se armaron como dragones sirviendo en caballos propios. Apenas se hubo entablado esto, cuando los hacendados y el Ilustre Ayuntamiento solicitaron que dichas guardias se avanzasen á determinados puntos ó parages, que se hicieron reconocer, pero los dictámenes ó informes fueron siempre tan varios y opuestos como las pasiones ó modos de pensar de sus autores, y redugeron algunos puestos y adelantaron otros."

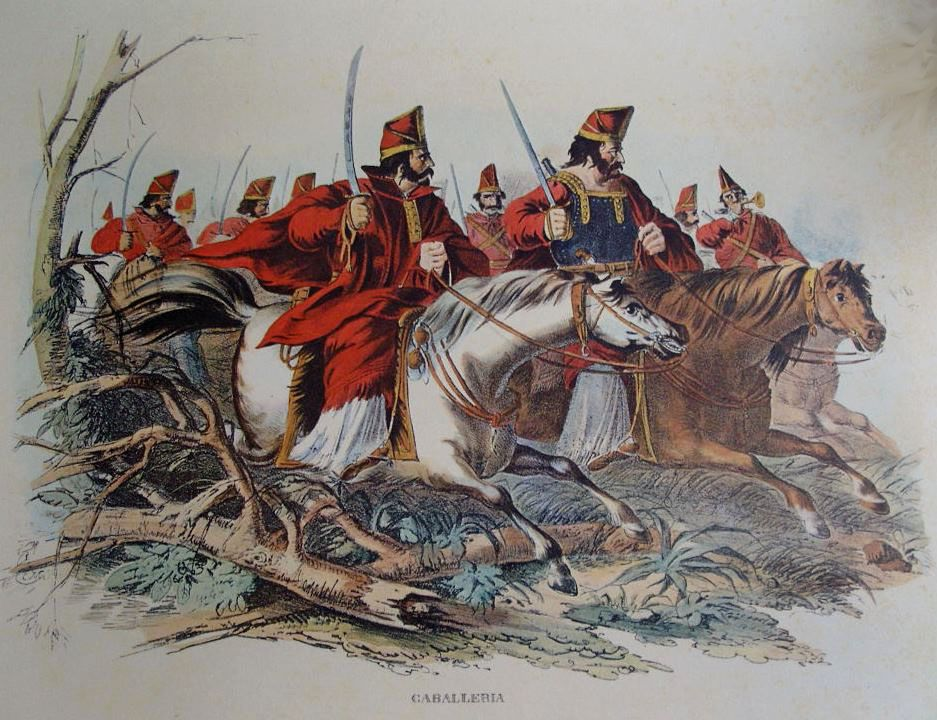
Caballería Federal, Coraceros, Usos y Costumbres del Río de la Plata, Carlos Morel (1844)

La nueva línea de fortificaciones quedó concluida en 1781 y constaba del fuerte de Salto, el Fuerte San José de Luján, el Fuerte San Juan Bautista de Chascomús, la Guardia del Monte, el fuerte San Francisco de Rojas, el fortín Lobos, el Fortín Nuestra Señora del Pilar de los Ranchos, el Fortín Navarro, el Fortín San Claudio de Areco, el Fortín de las Mercedes y el Fortín Melincué. Los fuertes fueron ocupados por los blandengues y los fortines por 12 milicianos "a ración y sin sueldo", con la misión principal de detectar brechas y avances de exploradores y facilitar la aproximación, comunicación y enlace entre los fuertes, por cuanto se hallaban separados entre 70 y 100 km: esas posiciones debían defender una línea cuya longitud total alcanzaba los 330 km.
El Virrey Vértiz en su Memoria de Gobierno detalla que mandó " que a toda diligencia se acopiasen materiales, albañiles, y se construyesen de nuevo todos los antiguos fuertes, por no hallarse ninguno en estado de defensa, y se aumentasen los que se comprendían en la nueva planta, como se practicó por un método uniforme y sólido con buenas estacadas de Andubay, anchos y profundos fosos, rastrillo y puente levadizo, con baluartes para colocar la artillería y mayor capacidad en sus habitaciones y oficinas, en que comprende un pequeño almacén de pólvora, y otro para depósito de armas y municiones, con terreno suficiente por toda la circunferencia para depositar caballada entre el foso y estacada (…) En cada fuerte mandé poner una compañía de dotación compuesta de un capitán, un teniente, un alférez, un capellán, cuatro sargentos, ocho cabos, dos baqueanos, un tambor, ochenta y cinco plazas de blandengues, su total cien plazas, con uniforme propio para la fatiga del campo, armados con carabina, dos pistolas y espada, con lo que ejercitados de continuo en el fuego así a pie, como a caballo al paso, al trote y galope con subordinación, policía y gobierno interior, a cargo de un comandante subinspector de toda la frontera con dos ayudantes mayores colocados a la derecha, izquierda y centro de ella con una dilatada instrucción, adiciones y órdenes particulares, se ha logrado poner este cuerpo en estado respetable para algo más que indios".
El "Reglamento de las Compañías de Cavallería Provincial de las Fronteras de Buenos Aires, y de las raciones con que debe asistirse a las Milicias y Presidiarios" del 28 de junio de 1779 especificaba los sueldos correspondientes: el capitán 50 pesos mensuales, el alférez 25, el capellán 20, los sargentos 14, los cabos 11, el tambor 10, el baqueano 12 y los soldados solo 10. Debían subsistir y mantener a su costa el uniforme y los caballos necesarios. Los presos eran usados como trabajadores bajo el régimen carcelario para el arreglo y mejoramiento de los fuertes.
La ración mensual por individuo, según informe del oficial real Martín José de Altolaguirre del 9 de octubre de 1779, consistía en bizcochos, yerba, sal yodada, harina, tabaco, carne y leña, por un total de 20,24 pesos.

## Población
Vértiz complementó las medidas estrictamente defensivas con otras destinadas a favorecer el asentamiento de población al abrigo de los fuertes, no ya sobre la base exclusiva de las familias de los soldados sino reuniendo a los vagabundos que recorrían los campos y a los campesinos dispersos en la campaña vecina.

Soldado federal - Buenos Aires, según Durand Brager

Un bando del 3 de octubre de 1780 ordenó que todos los pobladores se asentaran a distancia de tiro de cañón de los fuertes, con pena de la vida para los que desobedecieran. El 11 de marzo de 1781 se dictó una orden general a todos los sargentos mayores de campaña para que continuasen conduciendo a los fuertes a todas las familias que aún habitaran parajes apartados y estuvieran expuestas a las invasiones. Incluía en la orden también a quienes aun sin hallarse en situación de peligro carecieran de residencia fija, a los peones de chacras y estancias, y a los que vagaban por la campaña sin ocupación conocida.
Las medidas fueron exitosas y el primer censo (noviembre de 1781) indicaba que la población era: en San José de Luján (Mercedes) 464 personas, en San Antonio del Salto 421 personas, en San Juan Bautista de Chascomús de 374 personas, en San Miguel del Monte 345, en San Francisco de Rojas 325 personas, en Nuestra Señora del Pilar de los Ranchos 235 y en San Claudio de Areco (Carmen de Areco) solo 85 personas.
El censo de 1782 no incluyó a los blandengues solteros, criados y peones, pero sí registró la producción de trigo: el de Salto estaba en primer lugar en población con 493 personas (98 vecinos) y una producción de 1.800 fanegas de trigo, lo seguía la Guardia de Luján (Mercedes) con 442 personas (80 vecinos), si bien tenía las familias más numerosas y una mayor producción: 2.050 fanegas. Atendiendo a la población, seguía Chascomús (83 vecinos, 328 personas, 1.500 fanegas), Rojas (63 vecinos, 256 personas, 700 fanegas), Monte (49 vecinos, 236 personas, 220 fanegas), Ranchos (56 vecinos, 204 personas, 350 fanegas) y Areco (27 vecinos, 127 personas, 113 fanegas).
En 1792 la Guarnición del Fuerte de San Miguel del Monte ascendía a 85 soldados entre Blandengues y milicianos.
Al iniciarse el siglo XIX la población afincada en los fuertes-pueblo había crecido: la Guardia de Luján (Mercedes) encabezaba el censo con 2000 personas (un crecimiento del 352%), la seguían Chascomús (1000 personas, 205%) y Ranchos (800 personas, 292%), luego Salto con 750 personas (un crecimiento del 52%), y con igual número Monte, que sin embargo ostentaba un crecimiento del 218%. Muy cerca de esos números, cerraba el censo Rojas (740 personas, 189%). La actividad productiva, especialmente en Monte, era ya básicamente ganadera.
Durante ese período, al igual que las guardias de Chascomús y Luján, sirvió como centro de detención de detenidos políticos: tras la caída de Carlos María de Alvear en 1815 (coronel Pedro Andrés García).

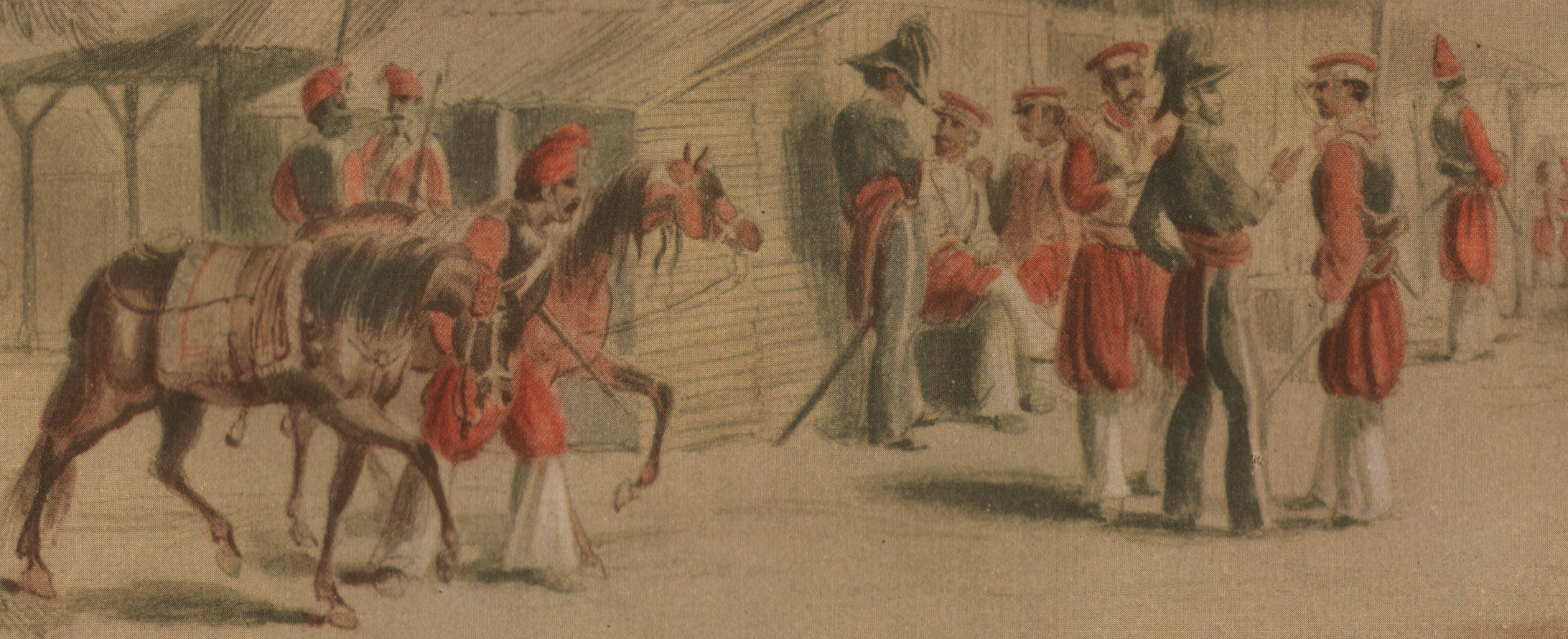
Cuartel de coraceros - Buenos Aires, según Durand Brager, Dibujo coloreado, 1841.

En 1819 Juan Manuel de Rosas adquirió la estancia "Los Cerrillos" en San Miguel del Monte. Allí organizó una compañía (aumentada al poco tiempo a regimiento) de caballería, los "Colorados del Monte", para combatir a los indígenas de la zona pampeana. Fue nombrado su comandante, y alcanzó el grado de teniente coronel.
El 20 de abril de 1822 el Fuerte pasó a ser asiento del regimiento de Blandengues de la Frontera, creado sobre la base del regimiento Húsares del Orden y distintas compañías de carabineros de los regimientos de la campaña.
El 16 de octubre de 1823 un malón cayó sobre Monte causando numerosos muertos. El entonces coronel Gregorio Aráoz de Lamadrid, que vivía y poseía una panadería en el pueblo, relataría: "Yo me hallaba en la Guardia del Monte solo, y el coronel Arévalo permanecía también allí con el cuerpo que le habían mudado de nombre, llamándole de Blandengues, no recuerdo si en el 1823 o 1824, y había dispuesto mi marcha a Buenos Aires para el siguiente día, no sé de qué mes; cuando en la madrugada de él, se introduce un número crecido de indios pampas y arrebatan las caballadas del cuerpo que pastaban en la parte del Salado, y hacían una reunión además de haciendas vacunas y de familias cautivas que habían sorprendido. Estaba ya ensillando mi caballo para marcharme, cuando se me agolpa el vecindario de la Guardia a pedirme que no los desampare y que me quede a defenderlos, pues todo el vecindario se comprometía a ponerse bajo mis órdenes y salir a defender sus haciendas y sus familias."
Para 1829, fecha en la cual se proyectó la traza del ejido del pueblo, la Guardia del Monte había dejado de cumplir una función de defensa ante el alejamiento de la frontera.